# Bänischsee
Der Bänischsee ist ein Baggersee auf dem Gebiet von Rheda-Wiedenbrück in Nordrhein-Westfalen.

## Lage und Beschreibung
Der Bänischsee liegt im Norden des Gebietes der Stadt Rheda-Wiedenbrück im Kreis Gütersloh. Er befindet sich am Rand des über 1.000 Hektar großen Rhedaer Forstes direkt an der B64.
Er hat eine Größe von 24 Hektar und ist bis zu 12 m tief.

## Nutzung
Der Bänischsee wird vor allem zum Angeln genutzt. Betreut wird der See vom Sportfischereiverein Rheda-Gütersloh e.V., der sich auch um die Renaturierung des Gebiets kümmert. So pflanzte die Fischerjugend des Vereins seit 2012 Teich- und Seerosen, errichtete bepflanzte Schwimminseln und verteilte Totholz in Gitternetzen auf dem Grund des Sees, um neuen Rückzugsraum für Fische zu bieten. 2013 erhielt sie dafür den Umweltschutzpreis der Stadt Rheda-Wiedenbrück.